# Каратеев, Михаил Дмитриевич
Михаи́л Дми́триевич Карате́ев (6 (19) февраля 1904 года, Фрайберг (Саксония), Германия — 24 октября 1978, Монтевидео, Уругвай) — русский историк и писатель-белоэмигрант, работавший в жанрах «романизированной истории» и документальной прозы.

## Биография
Участник Гражданской войны, имел три ранения. Кавалер Георгиевского креста. В 1920 году с войсками генерала Врангеля эвакуировался в Константинополь, затем перебрался в Югославию, где в 1921 году окончил Крымский кадетский корпус (в который к тому времени вошёл Петровский Полтавский кадетский корпус). В Болгарии окончил Сергиевское артиллерийское училище с производством в подпоручики по конной артиллерии. В 1924 году учился в Белградском университете. Окончил высшее образование в Лёвенском университете в Бельгии в 1929—1933 с дипломом инженера-химика с докторской степенью. Получил от «Корпуса Императорской армии и флота», одной из белоэмигрантских военных организаций, звание штабс-капитана.
В Южную Америку попал с первыми группами русских переселенцев из Европы. Жил в Парагвае, Аргентине и Уругвае, занимаясь литературной работой.

## Семья
Отец — Каратеев Дмитрий Васильевич (1882—1958), в эмиграции в США и Южной Америке (Чили, Боливия, Перу), работал инженером-металлургом; с 1938 в течение 20 лет был профессором минералогии и металлургии Высшей школы горных инженеров в Лиме (Перу).

## Творчество
Важную часть его творчества составляют исторические романы из серии «Русь и Орда», где прослеживается история князей Карачевских. Эти книги повествуют о малоизученных страницах русской и центральноевразийской истории ордынской эпохи, службе и участии в общественной жизни Монгольской империи и Золотой Орды князей и простых людей русского происхождения, становлении современной русской государственности при непосредственном участии этих русских «ордынцев».
Также известен своими мемуарами о жизни русских эмигрантов на Балканах и в Парагвае.

### Цикл «Русь и Орда»
- Ярлык великого хана (1958)
- Карач-Мурза (Тверь против Москвы) (1962)
- Богатыри проснулись (1963)
- Железный хромец (1967)
- Возвращение (1967)

### Другие произведения
- Из нашего прошлого (1968)
- Арабески истории (1971)
- По следам конквистадоров (Русские в Парагвае) (1972)
- Белогвардейцы на Балканах (1977)